# Rostromontia
Rostromontia is een geslacht van hooiwagens uit de familie Triaenonychidae.
De wetenschappelijke naam Rostromontia is voor het eerst geldig gepubliceerd door Lawrence in 1931. 

## Soorten
Rostromontia omvat de volgende 3 soorten:
- Rostromontia capensis
- Rostromontia granulifera
- Rostromontia truncata